# Темешень (комуна)
Темешень, Темешені (рум. Tămășeni) — комуна у повіті Нямц в Румунії. До складу комуни входять такі села (дані про населення за 2002 рік):
- Аджудень (4449 осіб)
- Темешень (3814 осіб)

Комуна розташована на відстані 291 км на північ від Бухареста, 44 км на схід від П'ятра-Нямца, 51 км на захід від Ясс.

## Населення
За даними перепису населення 2002 року у комуні проживали 8263 особи.
Національний склад населення комуни:
| Національність | Кількість осіб | Відсоток |
| -------------- | -------------- | -------- |
| румуни         | 8256           | 99,9%    |
| італійці       | 6              | 0,1%     |

Рідною мовою назвали:
| Мова       | Кількість осіб | Відсоток |
| ---------- | -------------- | -------- |
| румунська  | 8256           | 99,9%    |
| італійська | 6              | 0,1%     |

Склад населення комуни за віросповіданням:
| Релігія       | Кількість осіб | Відсоток |
| ------------- | -------------- | -------- |
| римо-католики | 8184           | 99,0%    |
| православні   | 66             | 0,8%     |
| адвентисти    | 10             | 0,1%     |
| реформати     | 3              | < 0,1%   |